# Shinji Okazaki
Shinji Okazaki (født 16. april 1986) er en japansk professionel fodboldspiller, som spiller som angriber for den engelske fodboldklub Leicester City F.C. og Japans fodboldlandshold.
Han var en del af Japans trup ved VM i 2010, VM i 2014 og VM i 2018.